# Tjittjertjärnen
Tjittjertjärnen är en sjö i Arvidsjaurs kommun i Lappland och ingår i Åbyälvens huvudavrinningsområde. Sjön har en area på 0,147 kvadratkilometer och ligger 393 meter över havet. Tjittjertjärnen ligger i Åbyälven Natura 2000-område.

## Delavrinningsområde
Tjittjertjärnen ingår i det delavrinningsområde (728219-169241) som SMHI kallar för Mynnar i Njokabäcken. Medelhöjden är 413 meter över havet och ytan är 6,08 kvadratkilometer. Det finns inga avrinningsområden uppströms utan avrinningsområdet är högsta punkten. Vattendraget som avvattnar avrinningsområdet har biflödesordning 3, vilket innebär att vattnet flödar genom totalt 3 vattendrag innan det når havet efter 115 kilometer. Avrinningsområdet består mestadels av skog (65 procent) och sankmarker (32 procent). Avrinningsområdet har 0,15 kvadratkilometer vattenytor vilket ger det en sjöprocent på 2,4 procent.